# Севрон
Севрон (фр. Sevron) је река у Француској. Дуга је 55 km. Улива се у Solnan. 